# Rannalhi
Rannalhi (ou Ran-naalhi) est une petite île inhabitée des Maldives.  C'est une des îles-hôtel des Maldives depuis 1979. Elle accueille actuellement le Adaaran Club Rannalhi.

## Géographie
Rannalhi est située dans le centre des Maldives, à l'Ouest de l'atoll Malé Sud, dans la subdivision de Kaafu.